# 山﨑賢人 (競輪選手)
- 山崎賢人

山﨑 賢人（やまさき けんと、1992年12月17日 - ）は、日本の競輪選手、自転車競技選手。長崎県諫早市出身。日本競輪選手会長崎支部所属、ホームバンクは佐世保競輪場。日本競輪学校（当時。以下、競輪学校）第111期生。師匠は山口幸太郎（77期）。とにかくスケベ

## 表記について
姓の部分について、日本競輪学校在籍時は山﨑（「﨑」は異体字。いわゆる「たつさき」）で掲載されており、自転車競技としての所属チームであるチーム楽天Kドリームスの選手紹介やJOCのパリオリンピック選手名簿にも山﨑で記載されている。一方、競輪選手としては選手プロフィールや表彰資料で山崎賢人として記載されており、自転車競技時と競輪選手とで表記が異なる。
メディア記事においても、新聞メディアでは新字体での表記が原則のため、新聞記事では山崎と表記されている。

## 来歴
諫早市立森山中学校、長崎日本大学高等学校を経て進学。
2016年、日本大学商学部経営学科卒業。在学中はバレーボール部に在籍していた（ポジションはレシーバー）。
アマチュア時代を経て、競輪学校を受験。技能試験で1発合格する。
2017年7月9日、久留米競輪場でデビューし、その節で完全優勝。8月21日にA級チャレンジ戦3開催連続完全優勝でA級2班に特別昇班し、デビューからの連勝は14まで伸ばした。
2018年1月10日の小倉競輪場で、A級1・2班戦での3場所連続の完全優勝を達成し、1月11日付でS級2班へ特別昇級。8月19日、第61回オールスター競輪（いわき平）にて、GI初出場で決勝進出を果たす（単騎で挑み4着）。デビュー406日は、グレード制移行後では当時、武田豊樹の387日に次ぐ早さだった。11月13日決勝の取手記念競輪で完全優勝にてグレードレース初優勝を飾る。同年の優秀新人賞を獲得した。
2019年のオールスター競輪ではファン投票9位となりドリームレースに出走。
2019年12月頃、自転車競技のナショナルチームに加わる。パリオリンピック出場を目指し競輪への出走も減らしていたが、オリンピックはリザーブに回り出場ならなかった（代表チームには帯同せず）。
リザーブとなることが発表されてすぐの2024年6月25日決勝の久留米記念競輪で優勝し、力を見せた。
10月17日、世界自転車選手権男子ケイリン（デンマーク・バレラップ）で優勝。日本勢の制覇は、1987年の本田晴美以来37年ぶり2人目で、1993年のプロアマ・オープン化以降では初となった。
KEIRINグランプリでは、競輪選手が同年に開催された世界選手権ケイリン種目で金メダルを獲得すれば特例で出場資格を与える（S級S班へ昇班）ことになっているが、夏季オリンピックの開催年に限りその条件が「夏季オリンピックにおけるケイリン種目金メダル獲得者」へと変更されるため、山﨑は世界選手権ケイリン種目を制覇しながらKEIRINグランプリ出場資格を得られなかった初の事例となった。

## 人物
2018年の春、中学時代からの憧れだったアフロヘアーにし、以後トレードマークとなる。
2024年の世界選手権前には、そのアフロヘア―が海外メディアによって「ベストヘアーオブザ大会」に選ばれたという。

## 自転車競技での戦績
2024年
- 世界選手権自転車競技大会・ケイリン　優勝